# Napa Halas
Napa Halas is een bestuurslaag in het regentschap Padang Lawas Utara van de provincie Noord-Sumatra, Indonesië. Napa Halas telt 305 inwoners (volkstelling 2010).